# إيلي ريد (ممثلة)
إيلي ريد (بالإنجليزية: Ellie Reed)‏ هي ممثلة أمريكية، ولدت في 2 فبراير 1988 في شيكاغو في الولايات المتحدة.

## وصلات خارجية
- إيلي ريد (ممثلة) على موقع IMDb (الإنجليزية)
- إيلي ريد (ممثلة) على موقع قاعدة بيانات الفيلم (الإنجليزية)